# 화천경찰서
화천경찰서(華川警察署, Hwacheon Police Station)는 강원특별자치도경찰청이 관할하는 경찰서 중 하나이다. 강원특별자치도 화천군 일대를 관할한다. 강원특별자치도 화천군 화천읍 화천새싹길 33에 위치하고 있다.
서장은 총경으로 보한다.

## 기본 정보
- 주소: 강원특별자치도 화천군 화천읍 화천새싹길 33
- 우편번호: 24125

## 관할 파출소 및 지구대
| 명칭       | 사진 | 주소                 | 관할구역 | 치안센터 |
| ---------- | ---- | -------------------- | -------- | -------- |
| 하남파출소 |      | 하남면 원천새싹길 8  | 하남면   |          |
| 사내파출소 |      | 사내면 포화로 1156   | 사내면   |          |
| 상서파출소 |      | 상서면 다파로 1625   | 상서면   |          |
| 간동파출소 |      | 간동면 파로호로 1144 | 간동면   |          |
| 하리파출소 |      | 화천읍 중앙로6길 40  | 화천읍   |          |

## 같이 보기
- 강원특별자치도경찰청